# Faimes
Faimes (en wallon Faime) est une commune francophone de Belgique située en Région wallonne dans la province de Liège, ainsi qu'un hameau en faisant partie. Ils se trouvent dans la région naturelle de Hesbaye.

## Géographie

### Sections de commune
| # | Nom          | Superf. (km²) | Habitants (2025) | Habitants par km² | Code INS |
| - | ------------ | ------------- | ---------------- | ----------------- | -------- |
| 1 | Celles       | 10,73         | 1.376            | 128               | 64076A   |
| 2 | Borlez       | 3,17          | 631              | 199               | 64076B   |
| 3 | Les Waleffes | 7,80          | 873              | 112               | 64076C   |
| 4 | Viemme       | 4,02          | 937              | 233               | 64076D   |
| 5 | Aineffe      | 2,75          | 384              | 140               | 64076E   |

### Hameaux
- Saives (Celles)

### Communes limitrophes
| Geer    | Waremme             |          |
| Braives | Faimes              | Donceel  |
|         | Villers-le-Bouillet | Verlaine |

## Démographie

### Démographie: Commune fusionnée
En tenant compte des anciennes communes entraînées dans la fusion de communes de 1977, on peut dresser l'évolution suivante:
Les chiffres des années 1831 à 1970 tiennent compte des chiffres des anciennes communes fusionnées.
- Source: DGS , de 1831 à 1981=recensements population; à partir de 1990 = nombre d'habitants chaque 1 janvier[1]

## Histoire
Autrefois connu sous le vocable de Celles-lez-Waremme, cet ensemble de hameaux a finalement pris le nom de Faimes lors de la fusion de communes. Labia, Saives, Termogne et Faimes étaient des hameaux de Celles.
Faimes (ferme sous l'Ancien Régime) est donc également un des petits hameaux de l'entité, entouré de deux axes de circulation plus importants (Huy-Waremme et Liège-Hannut). Un tumulus remarquable est bien visible dans les prairies.

## Héraldique
|  | La commune ne semble pas posséder d'armoiries. Un blasonnement a toutefois été trouvé. Il est repris ci-dessous. Blasonnement : D'hermine chargé d'un croissant de gueules. Source du blasonnement : Armorial des communes de la province de Liège. |

## Politique et administration

### Collège et conseil communal 2024-2030
| Collège communal   |                      |                       |
| ------------------ | -------------------- | --------------------- |
| Bourgmestre        | Jean-Marc Delchambre | MR - Équipe de Faimes |
| 1er Échevin        | Manu Laruelle        | Équipe de Faimes      |
| 2e Échevin         | Etienne Cartuyvels   | Équipe de Faimes      |
| 3e Échevine        | Magali Derenne       | Équipe de Faimes      |
| Présidente du CPAS | Laurence Marneffe    | Équipe de Faimes      |

## Patrimoine et culture

### Patrimoine architectural et sites

#### Fermes et châteaux

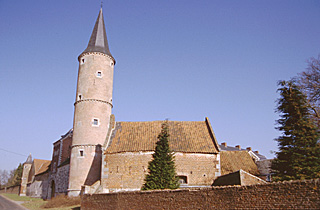
Les vieilles tours du château de Waleffe.

##### Château de Waleffe Saint-Pierre
Ce château du XVIIIe siècle intégralement conservé, est construit en 1706 par l'ingénieur français, J. Verniole et relève du patrimoine majeur de Wallonie.
Le château est actuellement la propriété du baron de Potesta.
Le château servit de refuge aux résistants durant la guerre.

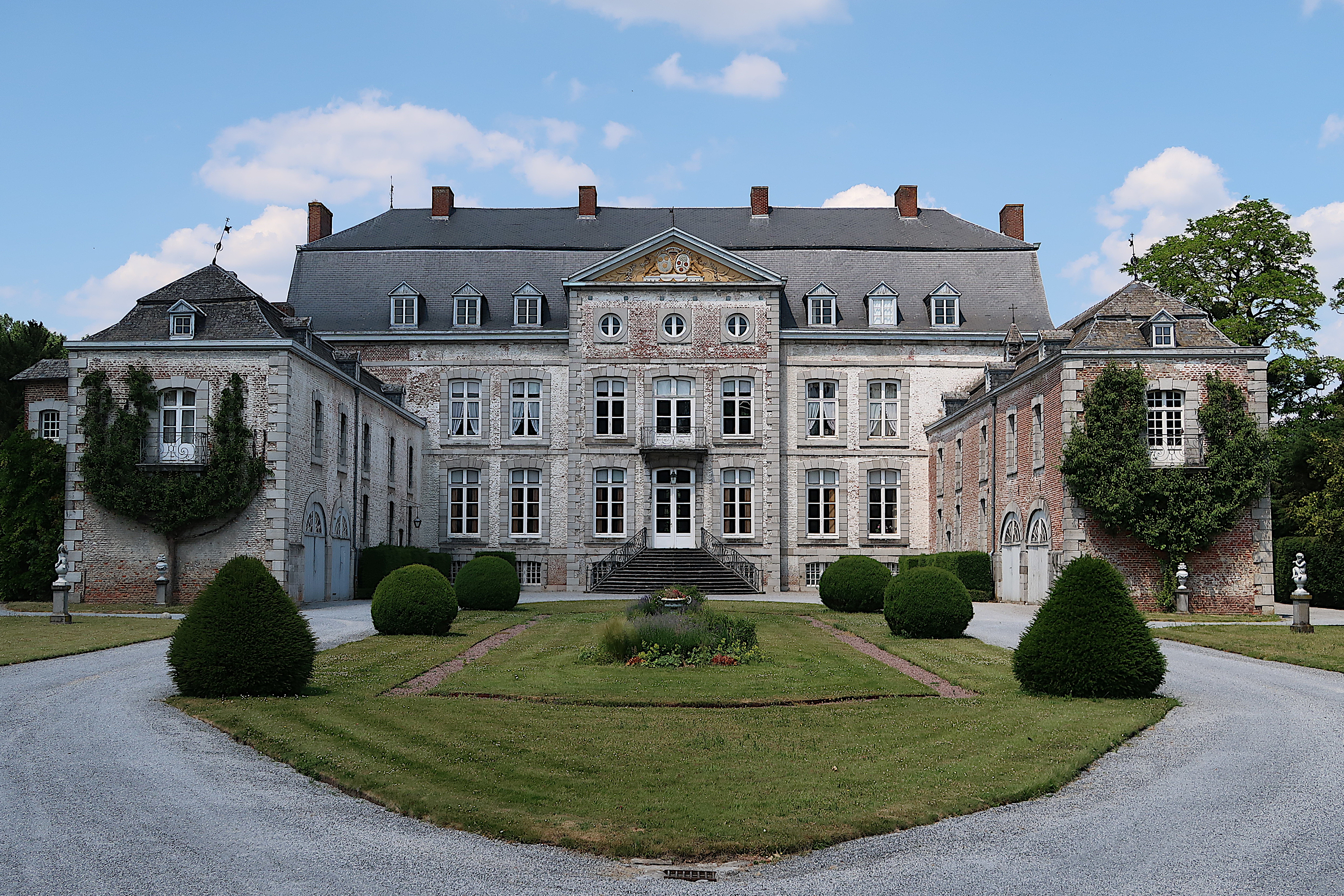
Le château de Waleffe.

##### Château Pecsteen
À côté du château seigneurial de Saives, le château Pecsteen prend des allures de château-ferme fortifié avec ses bâtiments disposés autour d'une cour.
Cet ensemble en briques, calcaire et grès remonte au XVIIIe siècle mais a subi plus de remaniements au XIXe comme la construction de sa grange en large ou la réfection du portail d'entrée.

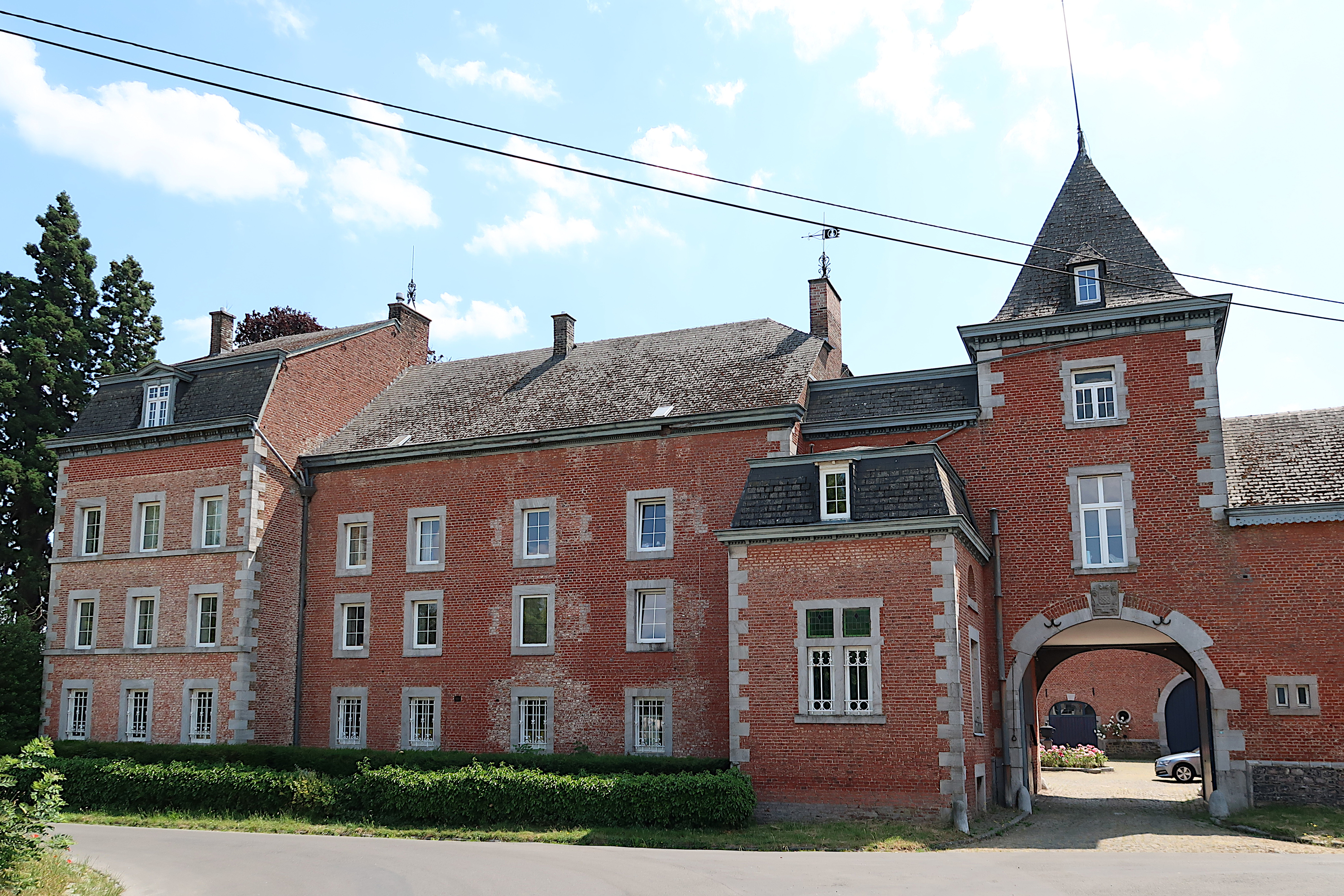
Château Pecsteen.

##### Château-ferme de Saives
Château-seigneurial de la première moitié du XVIIIe siècle avec une structure massive et défensive pour contrer l'assaillant, composé d'une exploitation agricole et d'un logis seigneurial  autour d'une cour centrale.
A l'entrée de la propriété, se dresse une remarquable tour cylindrique en briques.

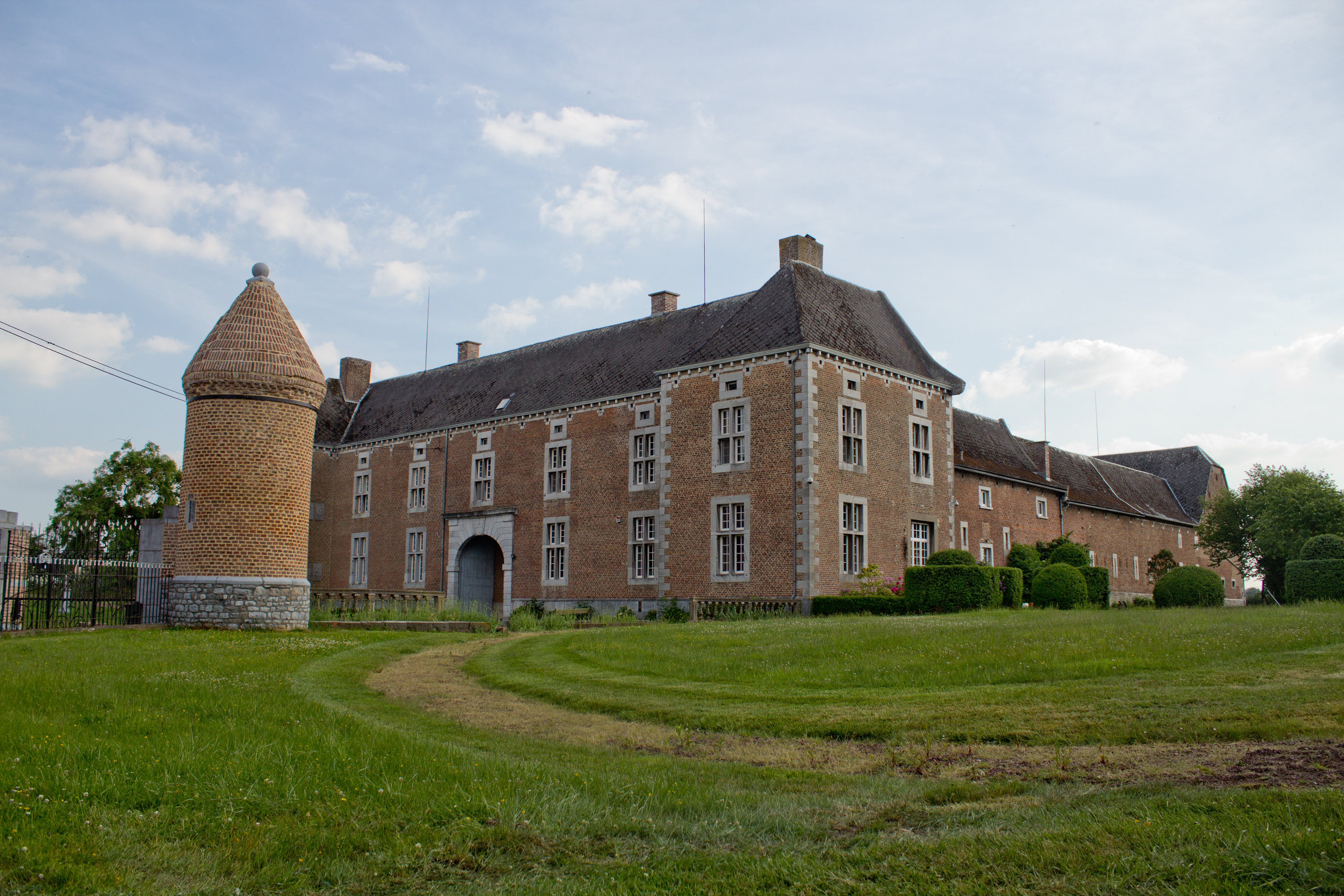
Château-ferme de Saives.

##### Château d'Aineffe
Cet ensemble du XVIIIe siècle est clôturé par un mur dans un magnifique parc lui-même précédé d'une impressionnante allée de châtaigniers.
La propriété appartient actuellement à la famille d'Otreppe de Bouvette.

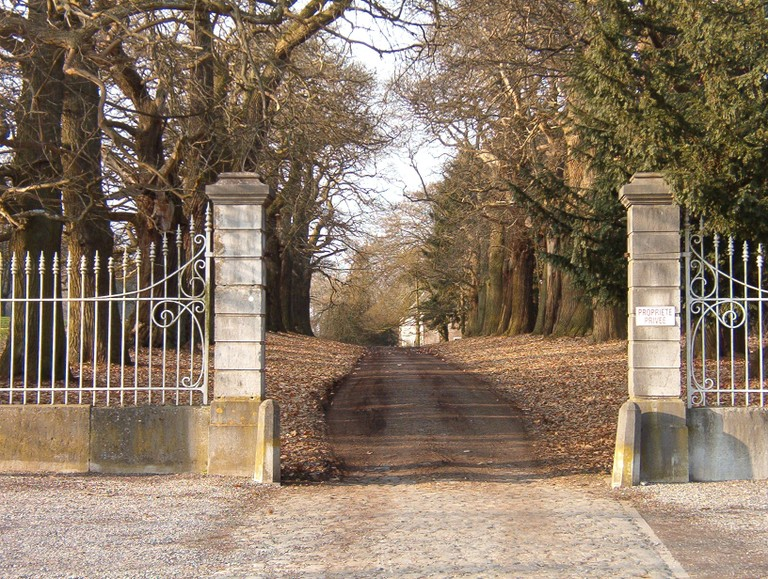
Allée des Châtaigniers.

#### Églises

##### Église Sainte-Madelberte de Celles

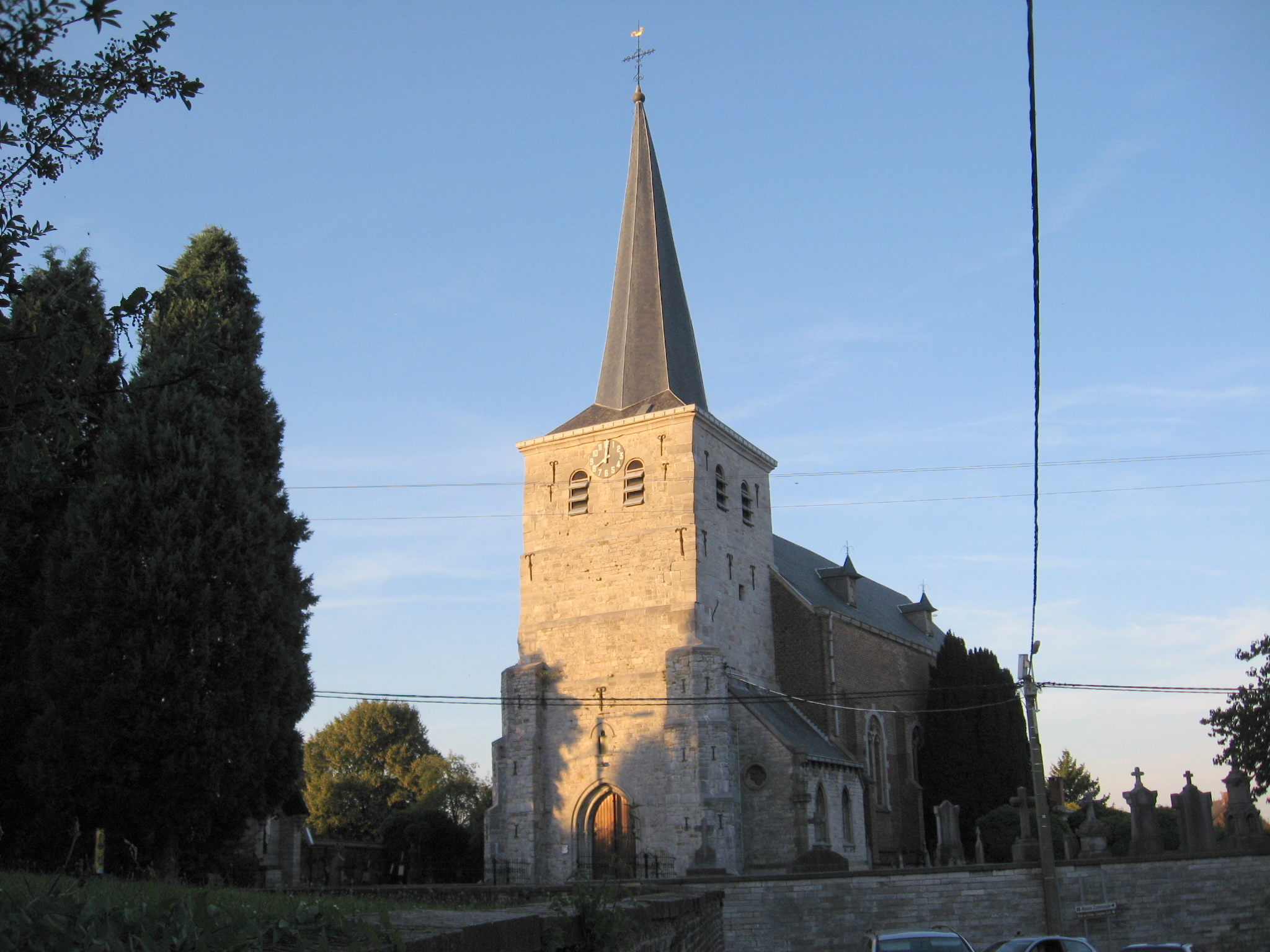
Église Sainte-Madelberte de Celles.

Cet édifice construit sur un promontoire face à la curte actuelle est entouré d'un cimetière emmuré.
L'église est composée d'une tour en avant corps flanqué d'une chapelle qui précède une mononef de quatre travées, prolongée d'un chœur assez étroit.
Le sanctuaire fut mentionné pour la première fois au XIIIe siècle et la tour médiévale calcaire qui subsiste est également de cette époque.
La tour a été remaniée plusieurs fois, notamment en 1200, en 1584 et en 1780. Ses matériaux sont divers : silex, calcaire de Meuse, pierre grise. Elle est composée de quatre niveaux et s'ouvre par un portail gothique du XIIIe. L'édifice fut allongé d'une travée en 1877 et restauré en 1890.
L'église conserve deux sculptures en chêne de sainte Catherine et de saint Lambert.
L'église de Celles était consacrée à sainte Madelberte et appartenait à l'abbaye de Saint-Jacques.
Le culte de sainte Madelberte n'est pas répandu dans cette région et à l'origine, le patronage de cette église proviendrait, selon la légende, d'un transfert de reliques de Madelberte, abbesse de Maubeuge, auprès de l'abbaye de Saint-Lambert. Le convoi se serait arrêté à Celles, on aurait alors donné le nom de cette sainte à l'église.

##### Église Notre-Dame de Viemme

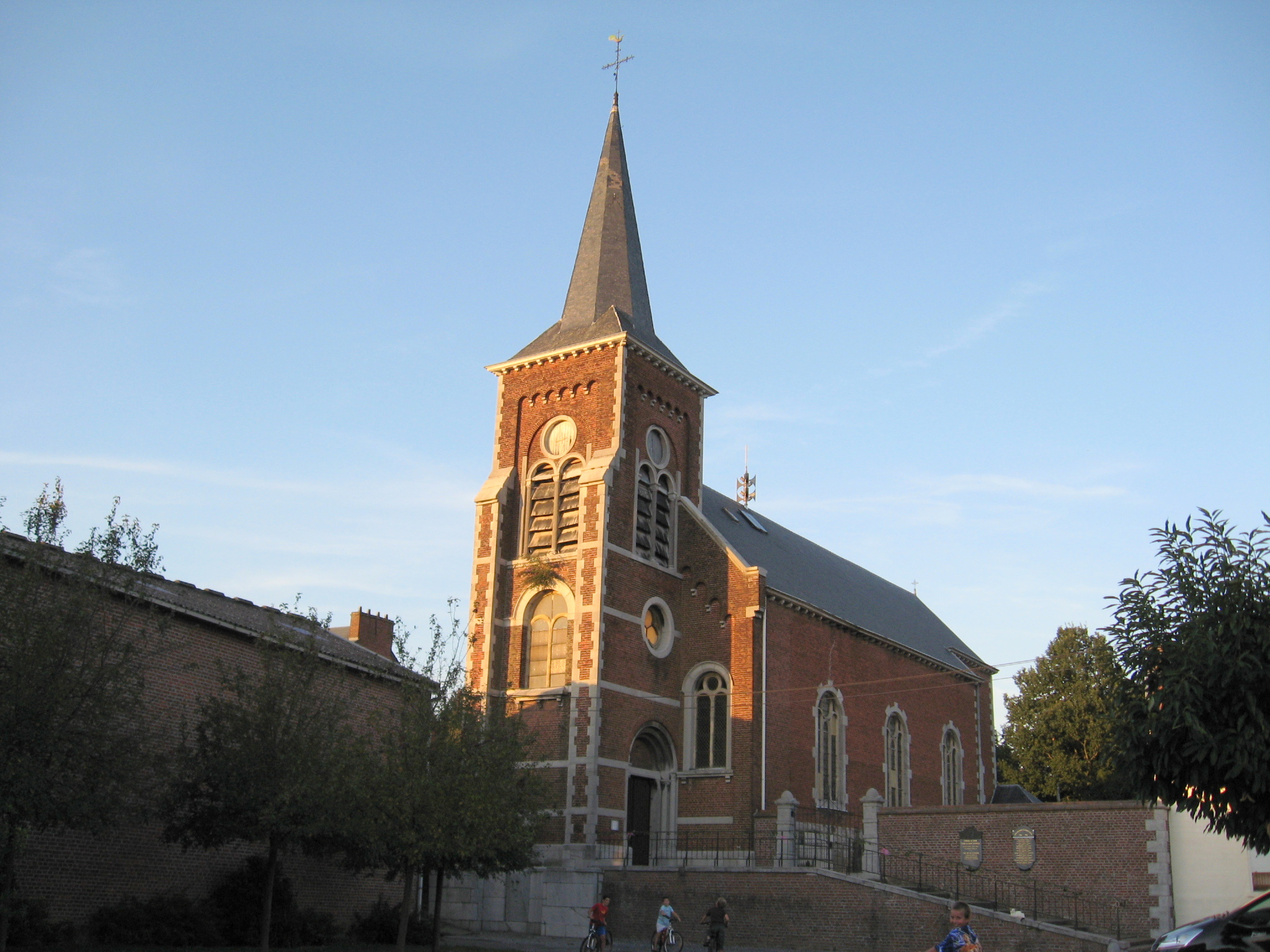
Église Notre-Dame de Viemme.

L'église de Viemme, dont la construction date du XIXe siècle, sur le site d'une autre église dont il est déjà question au XVe siècle. L'église de Viemme, dédiée à la Vierge, relevait de l'abbaye de Saint-Laurent à Liège.
L'église contient un très beau tableau suspendu au-dessus du maître-autel du peintre liégeois, Engelbert Fisen. Cette œuvre, datée de 1718 et dont le thème est la présentation de Jésus au Temple, a été peinte, initialement, pour un autel de la collégiale Saint-Paul de Liège.

##### Église Saint-Georges des Waleffes

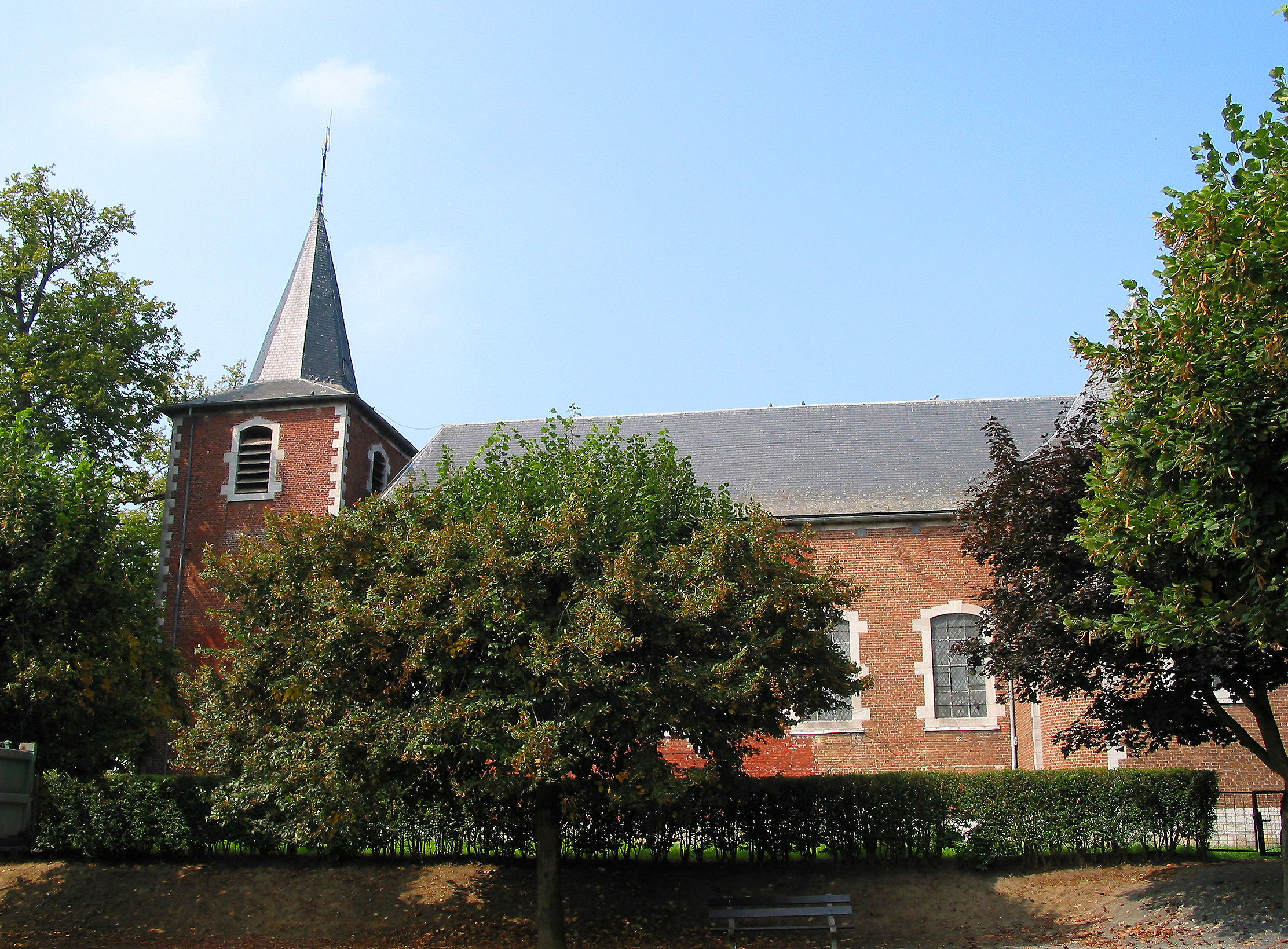
Église Saint-Georges de Les Waleffes.

Le bâtiment de l'église Saint-Georges a été édifié en 1754 et agrandi en 1883. Cet édifice de briques et de pierre calcaire de Meuse est composé d'une tour carrée suivie d'une nef de cinq travées.
La tour de trois niveaux, ouverte par un portail à linteau cintré est datée de 1754.
Plusieurs pièces d'orfèvrerie ainsi que deux statues de bois, représentant saint Moine et saint Druon, patrons des bergers, sont conservés dans l'église.

##### Église Saint-Pierre de Borlez

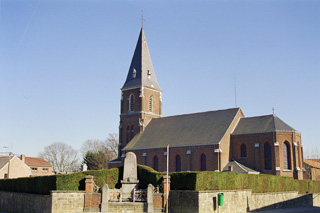
Église Saint-Pierre de Borlez.

##### Oratoire Saint-Sulpice d'Aineffe

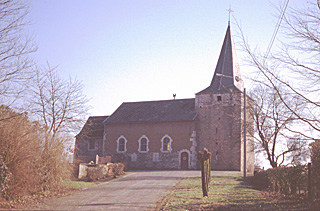
Oratoire Saint-Sulpice d'Aineffe.

#### Chapelles

##### Chapelle de Saive

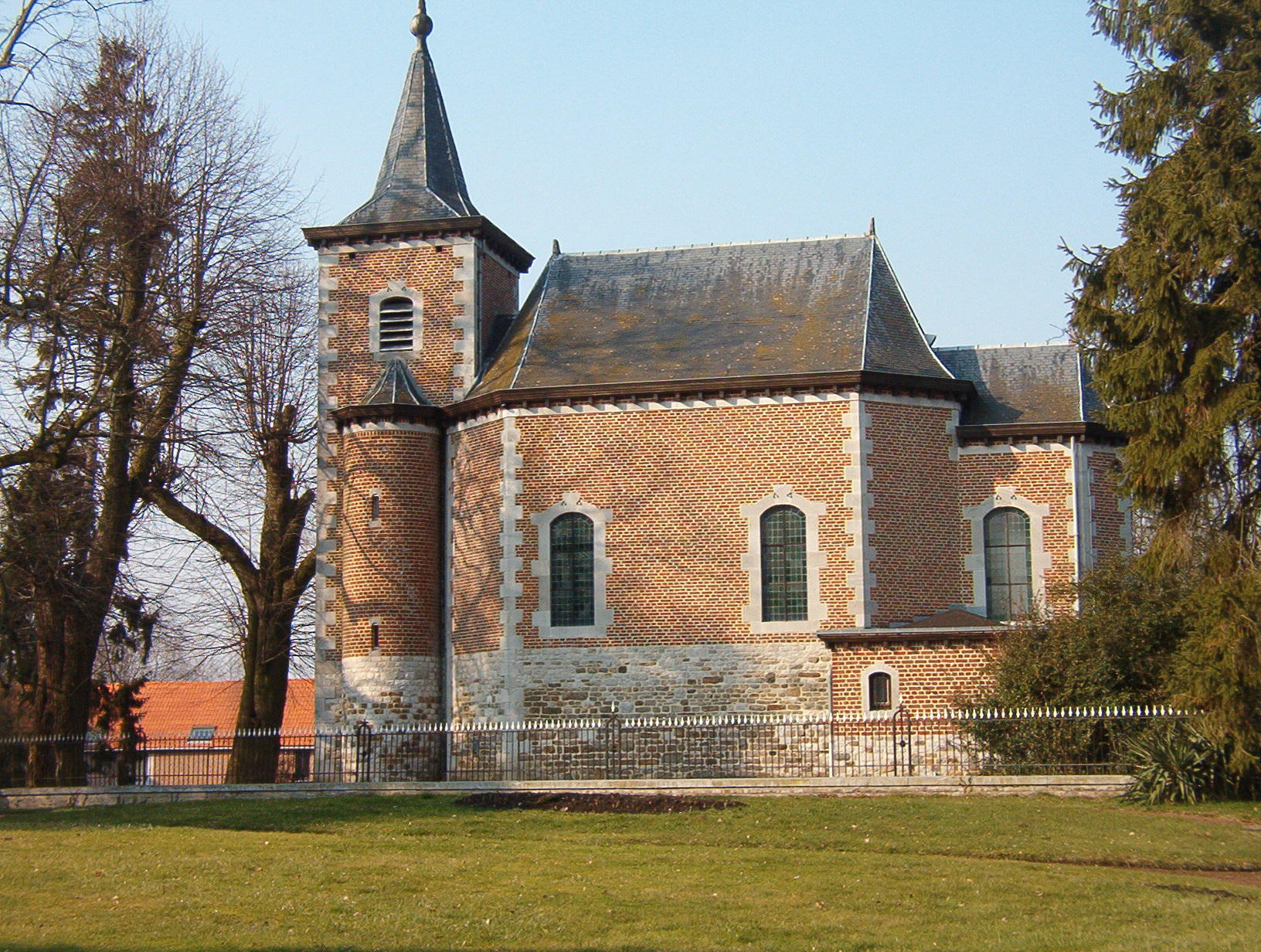
Chapelle Notre Dame de Saive.

Jadis, il y a près de 1 000 ans, s'élevait une chapelle romane avec une tour assez large bien caractéristique du type tour barlongue comme celles qu'on peut encore voir à Aineffe.
En 1672, lors de la guerre franco-hollandaise, la chapelle et les dix-sept maisons du hameau furent détruites par le feu. La fureur guerrière avait eu raison de l'édifice.
C'est en 1754, 82 ans après sa destruction, que la chapelle est reconstruite. À cette époque, on construisait en briques dans la région, mais ici les pierres de l'ancienne église servirent à élever le soubassement.
Depuis 1980, la chapelle appartient à la commune de Faimes pour l'avoir acquise du comte Guy van den Steen de Jehay pour le franc symbolique.
En 1987, la commune entreprend de restaurer la chapelle avec l'aide de la communauté française, la province de Liège et la fondation Roi-Baudouin en collaboration avec la Loterie nationale.
Dans la nef, les six peintures « en grisaille » sur bois ont été restaurées à l'atelier de restauration d'œuvres d'art de l'école nationale supérieure des Arts visuels de la Cambre en collaboration avec l'Institut royal du patrimoine artistique.
Ces six peintures représentent saint Lambert, saint Jacques, saint Roch, saint Hubert, saint Denis et sainte Madelberte (patronne de la paroisse de Celles).

##### Chapelle Saint-Blaise
Chapelle classée en 1988.

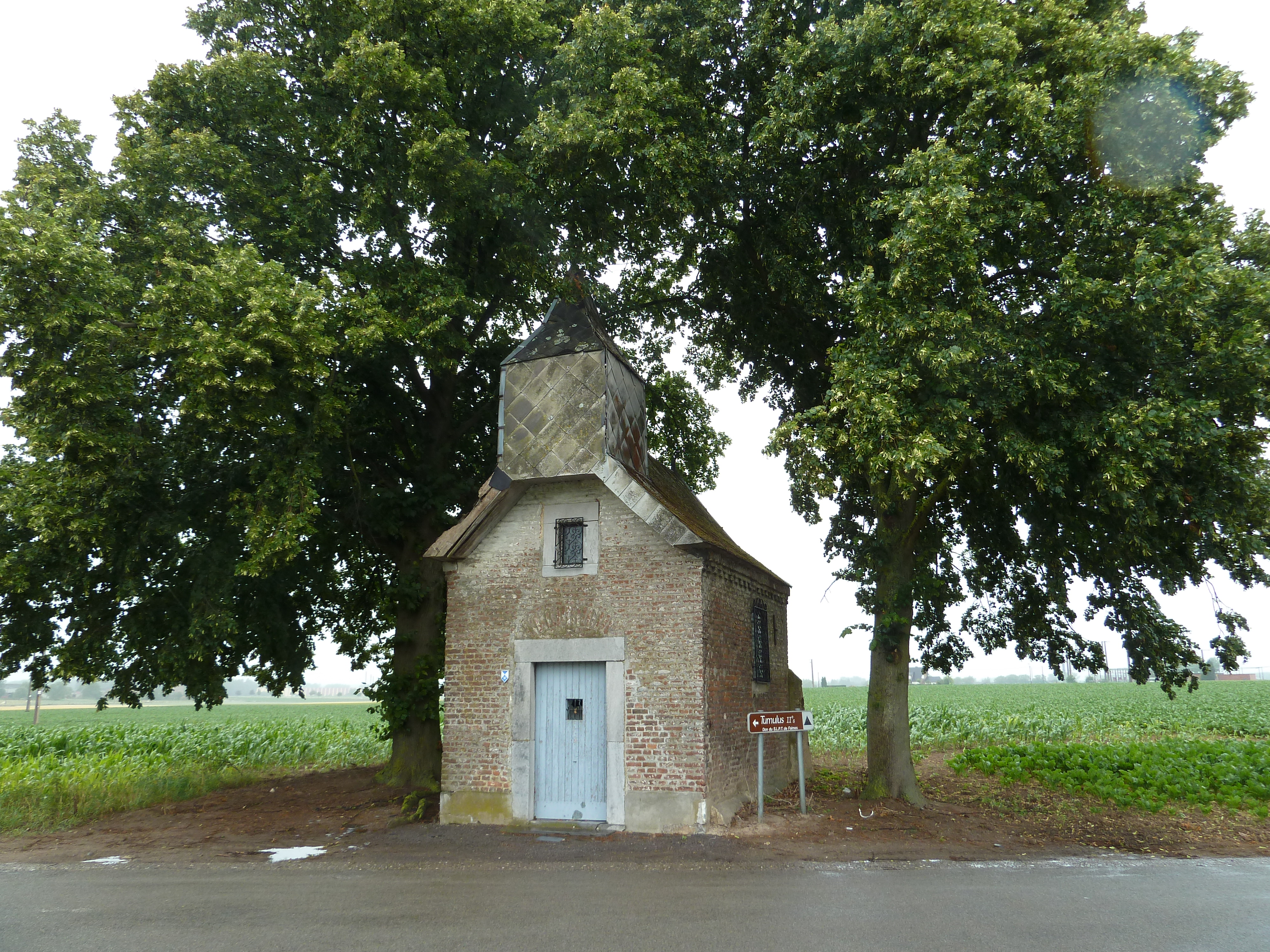
Chapelle Saint-Blaise.

Son originalité est de posséder un petit clocheton en surplomb.
Elle est encadrée de deux tilleuls et son environnement verdoyant dégage une impression esthétique et poétique certaine.
La cloche de la chapelle ayant été détruite en 1672, il fut décidé d'ajouter un clocheton à la chapelle et la clochette qui y fut placée retrouva les usages et coutumes ancestraux en appelant son monde aux assemblées.
Saint Blaise est spécialement invoqué en cas de maux de gorge et de poitrine, de maladies d'enfants, croup, coqueluche, paralysie, convulsions, de même en cas de maladies de bétail.

##### Chapelle du Bon-Dieu d'Ans

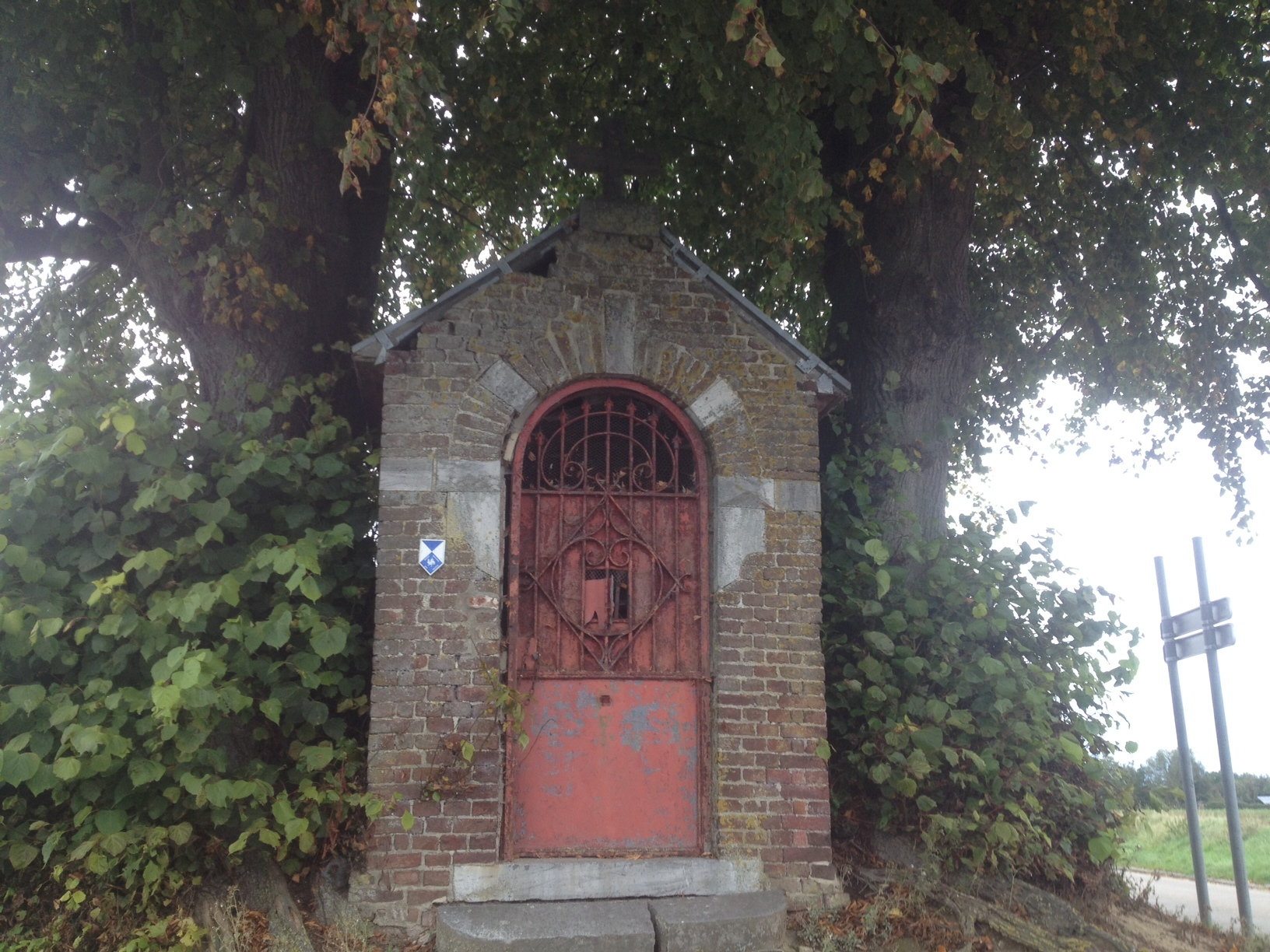
Chapelle du Bon-Dieu d'Ans.

Classée en raison de sa valeur esthétique, l'ensemble formé par la chapelle Notre-Dame-de-Miséricorde, aussi appelée chapelle du Bon-Dieu d'Ans, et les deux tilleuls.

##### Chapelle Saint-Agrapha

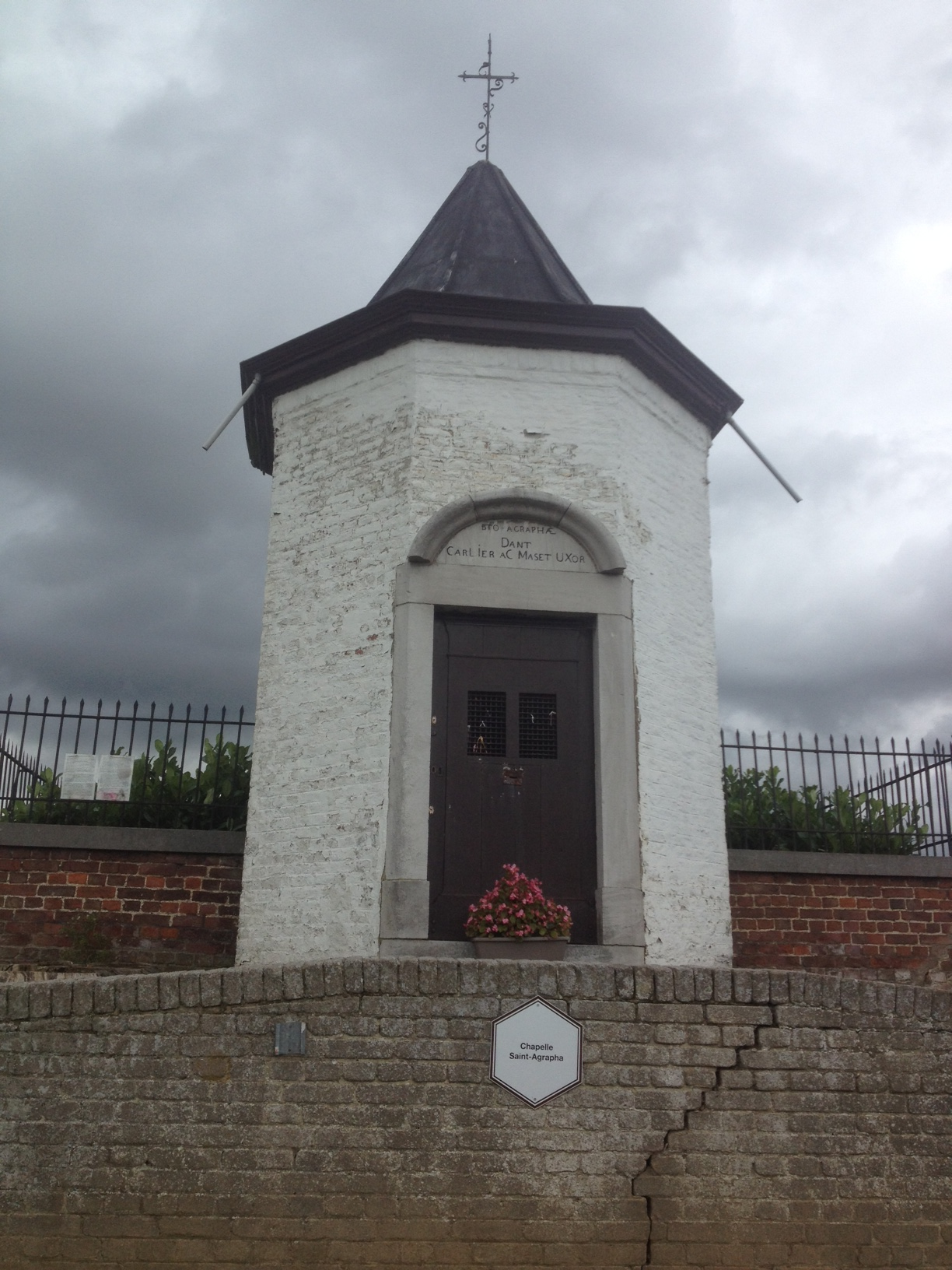

##### Chapelle Notre-Dame-de-Lourdes

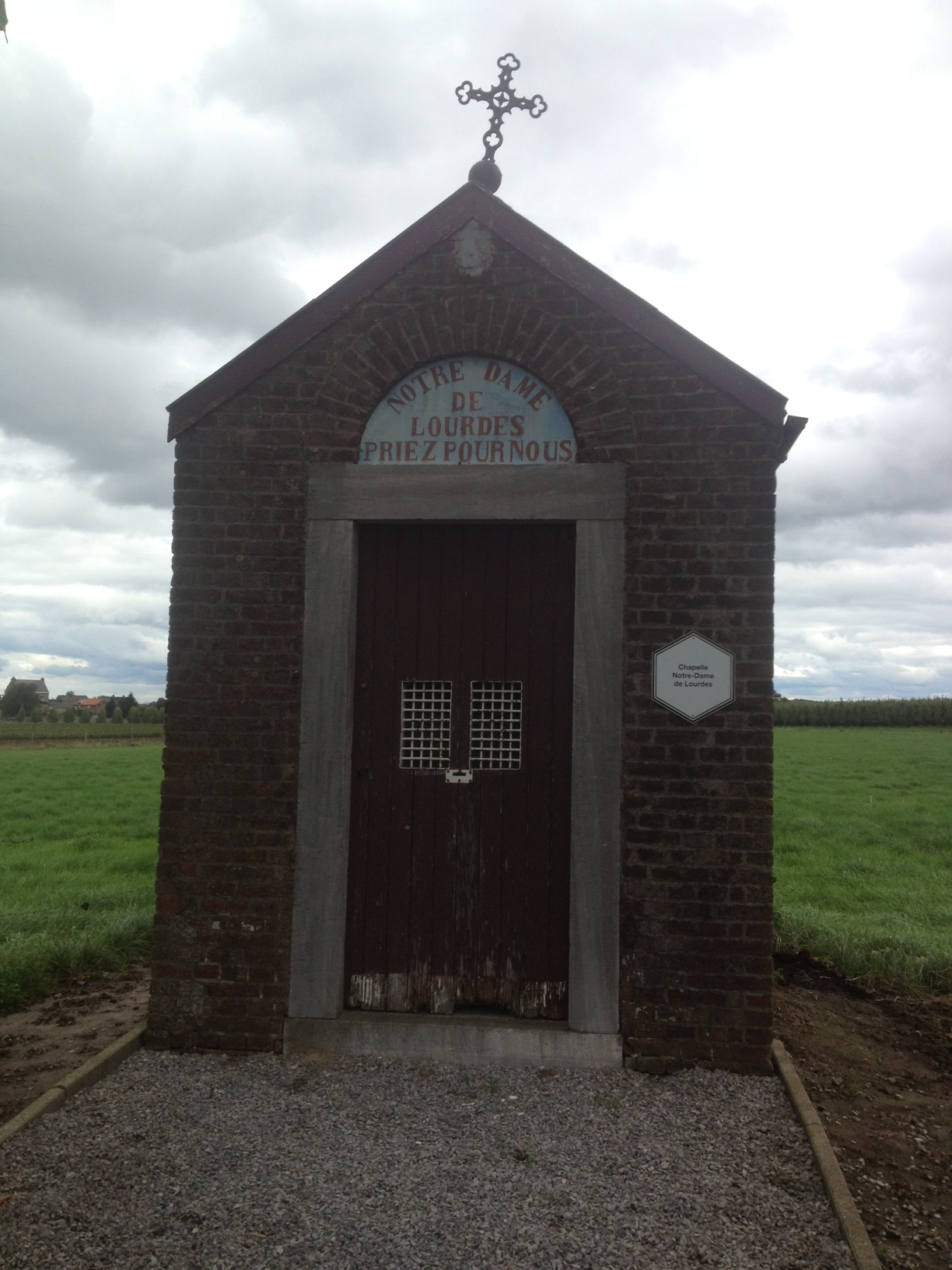
Chapelle Notre-Dame de Lourdes.

##### Chapelle Saint-Éloi

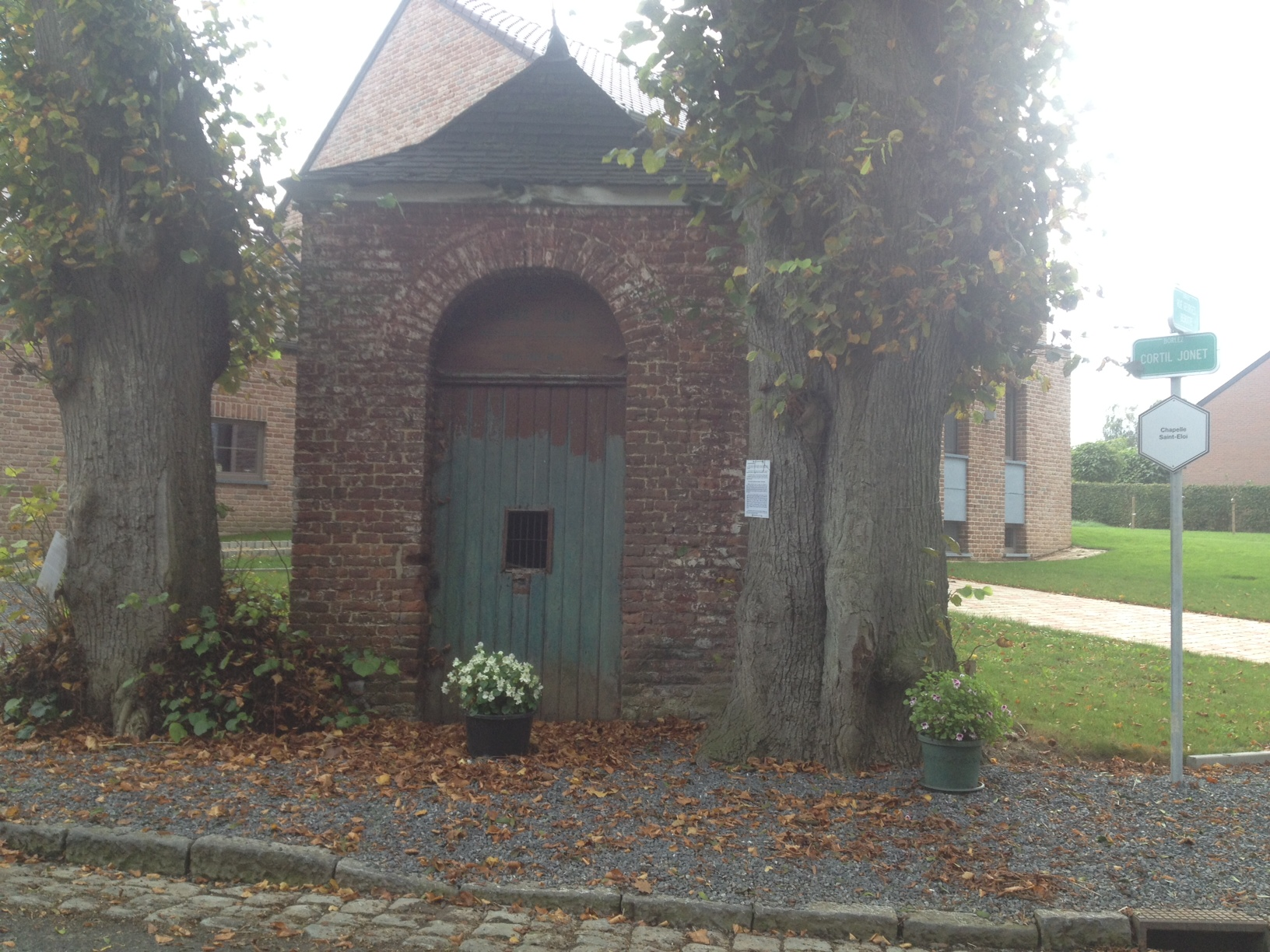
Chapelle Saint-Éloi.

Construite en 1850 par le notaire Dejardin en remerciement d'une grâce obtenue.
Saint Éloi, représenté en évêque avec le marteau et l'enclume, est fêté le 1er décembre. Protecteur des chevaux, du bétail et des récoltes, il est le patron des orfèvres, des forgerons et des maréchaux-ferrants. Il est invoqué contre les furoncles, l'épilepsie, les plaies aux jambes, les abcès, l'entérite et la maladie des yeux.

##### Chapelle Saint-Pompée

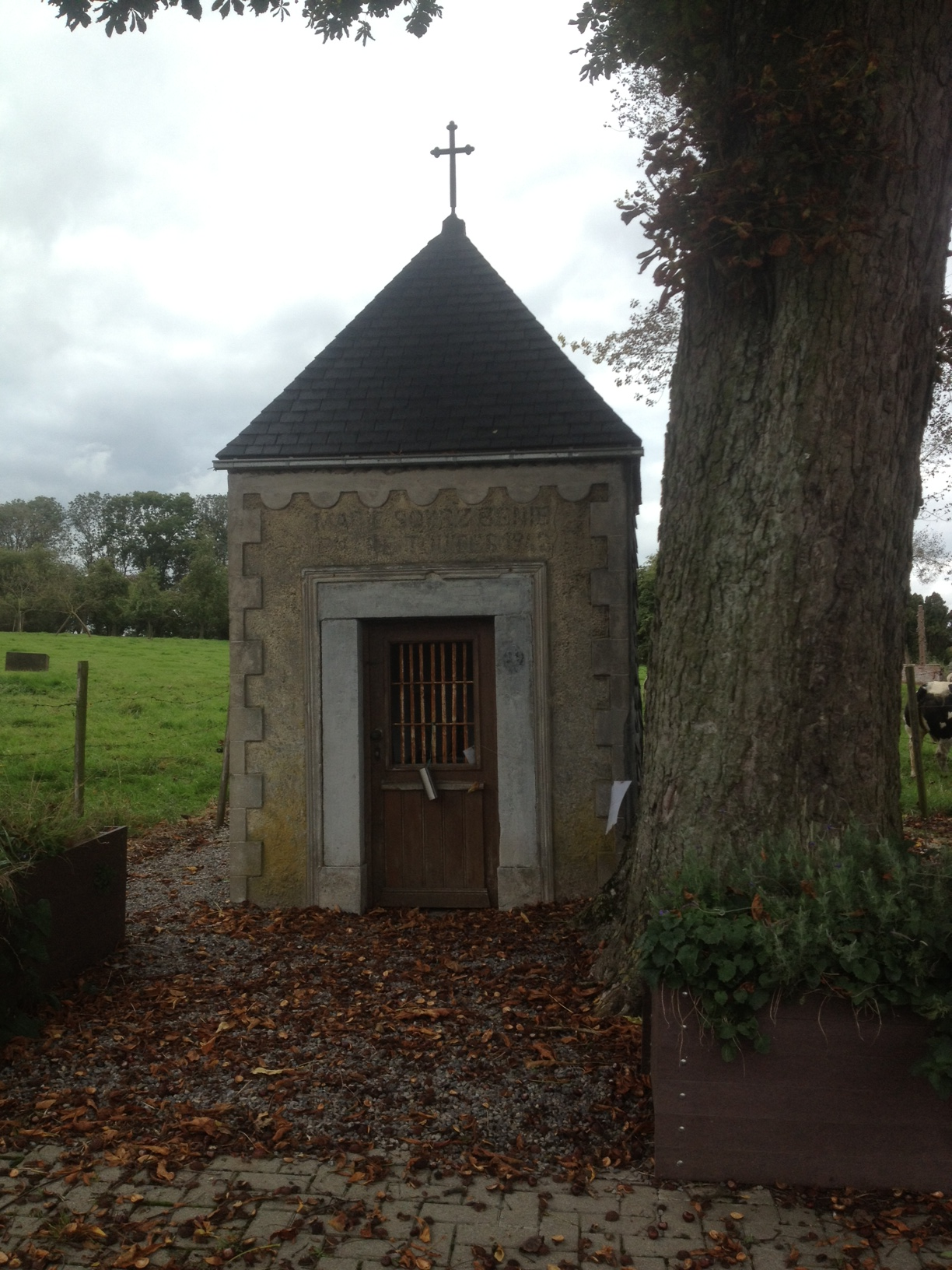
Chapelle Saint-Pompée.

##### Chapelle du Calvaire-du-Grand-Bon-Dieu

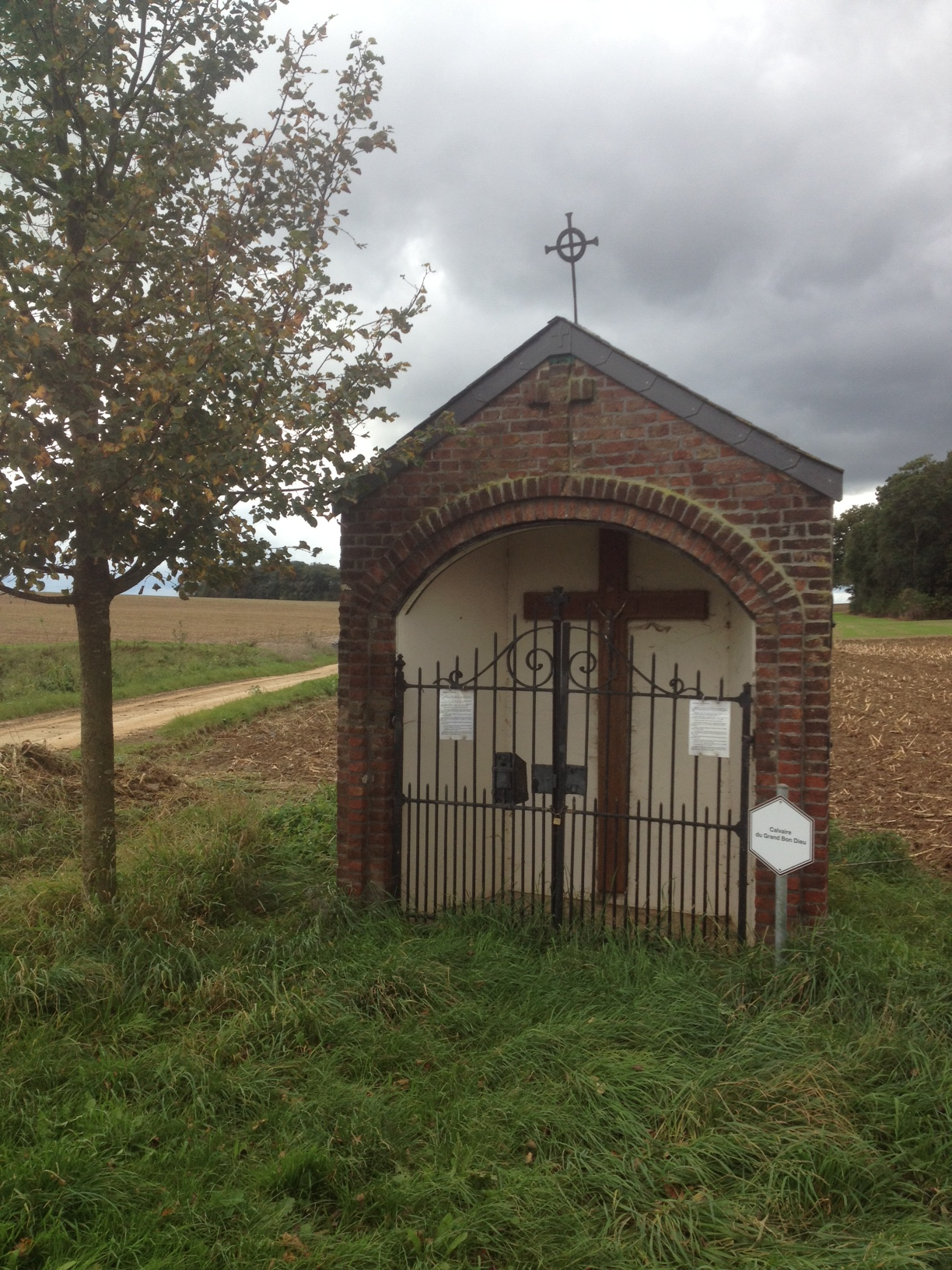
Chapelle du Calvaire-du-Grand-Bon-Dieu.

À l'angle du « tidge à l'haminte » et du « tidge à l'aiwisse », une chapelle a été construite fin du XIXe siècle par la famille de Potesta d'Ocquier. Construite en demi-circonférence avec grillage en fer, elle abritait un grand Christ supporté par une croix en bois. Croix et Christ ont été volés en 1997.

##### Chapelle du Calvaire de la Motte

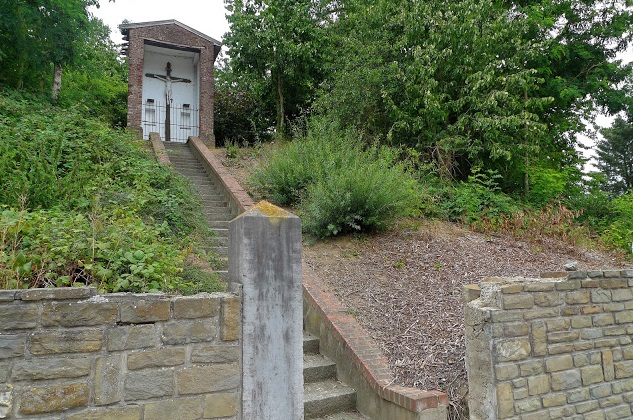
Chapelle du Calvaire des Waleffes.

Élevée à la fin du XIXe siècle au sommet de la Motte, cette chapelle est un modeste édicule en briques, de plan carré, accessible par une rampe droite.
Dédiée à saint Donat, représenté en soldat romain ; il tient en main une palme du martyr et l'éclair de la foudre, parfois une épée. Saint très populaire en Hesbaye, il est invoqué contre la foudre et la grêle.

### Sites

#### Autre patrimoine
- Tumulus de Saives qui relève du Patrimoine majeur de Wallonie
- Liste du patrimoine immobilier classé de Faimes